# Морган, Фредерик (художник)
Фредерик Мо́рган (англ. Frederick Morgan; 1847/1856 — 3 апреля 1927) — английский живописец, портретист, анималист, художник бытовых и сельских сцен. Известен своими идиллическими жанровыми картинами о детстве.

## Биография

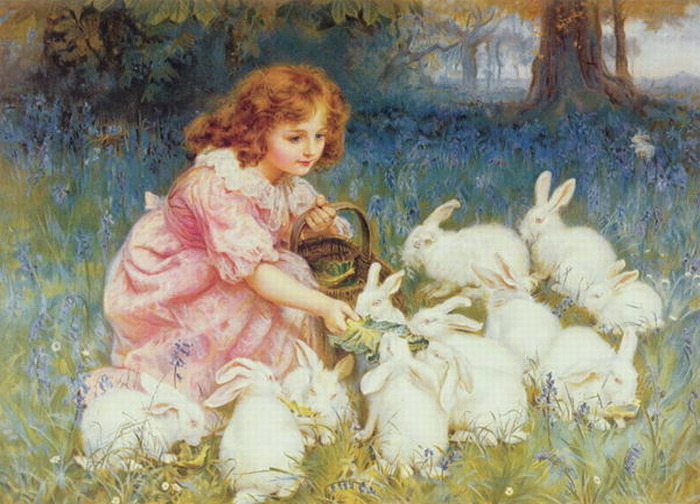
«Кормление кроликов» (ок. 1904) также известна как «Алиса в Стране Чудес».

Фредерик (Фред) Морган родился в Лондоне в семье известного жанрового художника Джона (Джури — по названию его картины The Gentlemen of the Jury) Моргана. 14-летнего сына отец забрал из школы, чтобы учить искусству. В 16 лет он создал совместно с отцом первую картину «Репетиция» (англ. The Rehearsal), которую выставили Королевской Академии. После нескольких лет перерыва его картины выставлялись там регулярно. Некоторое время Фредерик Морган работал портретистом для фотографа Эйлсбери. Этот опыт научил художника «наблюдать и уделять внимание деталям».
Затем он обратился к новому жанру, создавая картины идиллической сельской жизни и по темам детства. На протяжении многих лет, начиная с 1874 года, компания «Томас Энью и сыновья» покупала все его работы. В этот период художник создал свои наиболее известные картины: «Чаепитие кукол» (1874), «Отъезд эмигрантов» (1875) и «Школьные красавицы» (1877). Большинство своих полотен он написал в деревушке Шер, неподалёку от Гилфорда, излюбленного места художников. Также он писал в Нормандии: «Полуденный отдых» (1879) и «Сбор яблок» (1880).
Прекрасный портретист Морган испытывал трудности при изображении животных и потому прибегал к помощи Артура Джона Элсли или Аллена Сили (1850—1927).
Морган известен своими сентиментальными картинами детей в стиле подобном его современнику Артуру Джону Элсли. Картины Моргана имели огромную популярность при его жизни и широко тиражировались. Он выставлялся в Королевской Академии и был членом Королевского института художников масла (ROI).
В 1872 году Морган женился на живописице Элис Мэри Хэйверс (1850—1890), от которой имел троих детей. Их старший сын, известный как Вал Хаверс, также стал художником. От второго брака у Фредерика Моргана родились двое детей.
Картины Моргана выставлены во многих художественных галереях и музеях, включая Художественную галерея Уокера в Ливерпуле и Музей Рассел-Котс в Борнмуте. Картина «Он следующий» использовалась в рекламе мыла 1915 года и сегодня находится в Художественной галерее Леди Левер в Порт Санлайт.

## Галерея

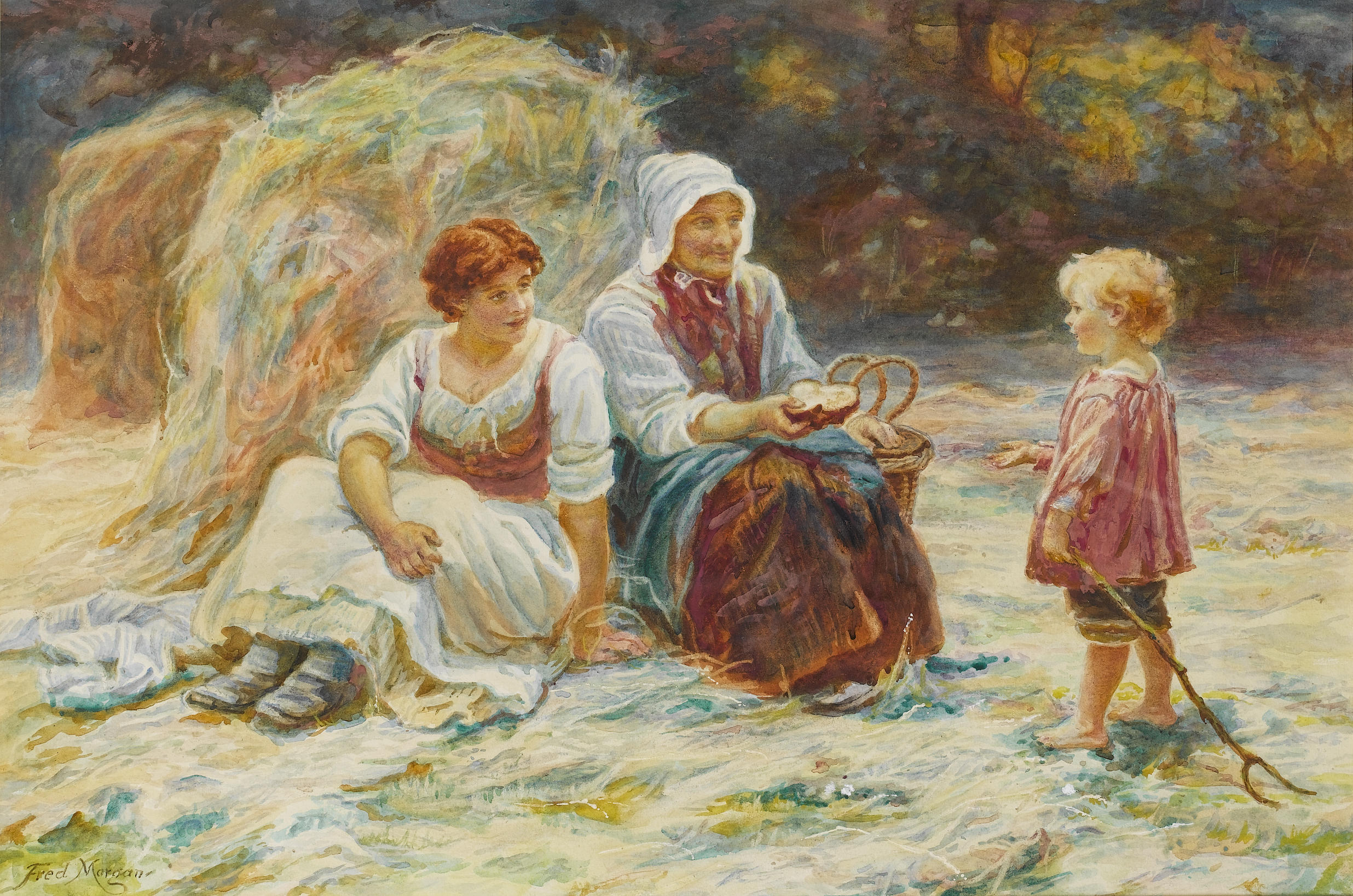
Полуденный отдых (1879)
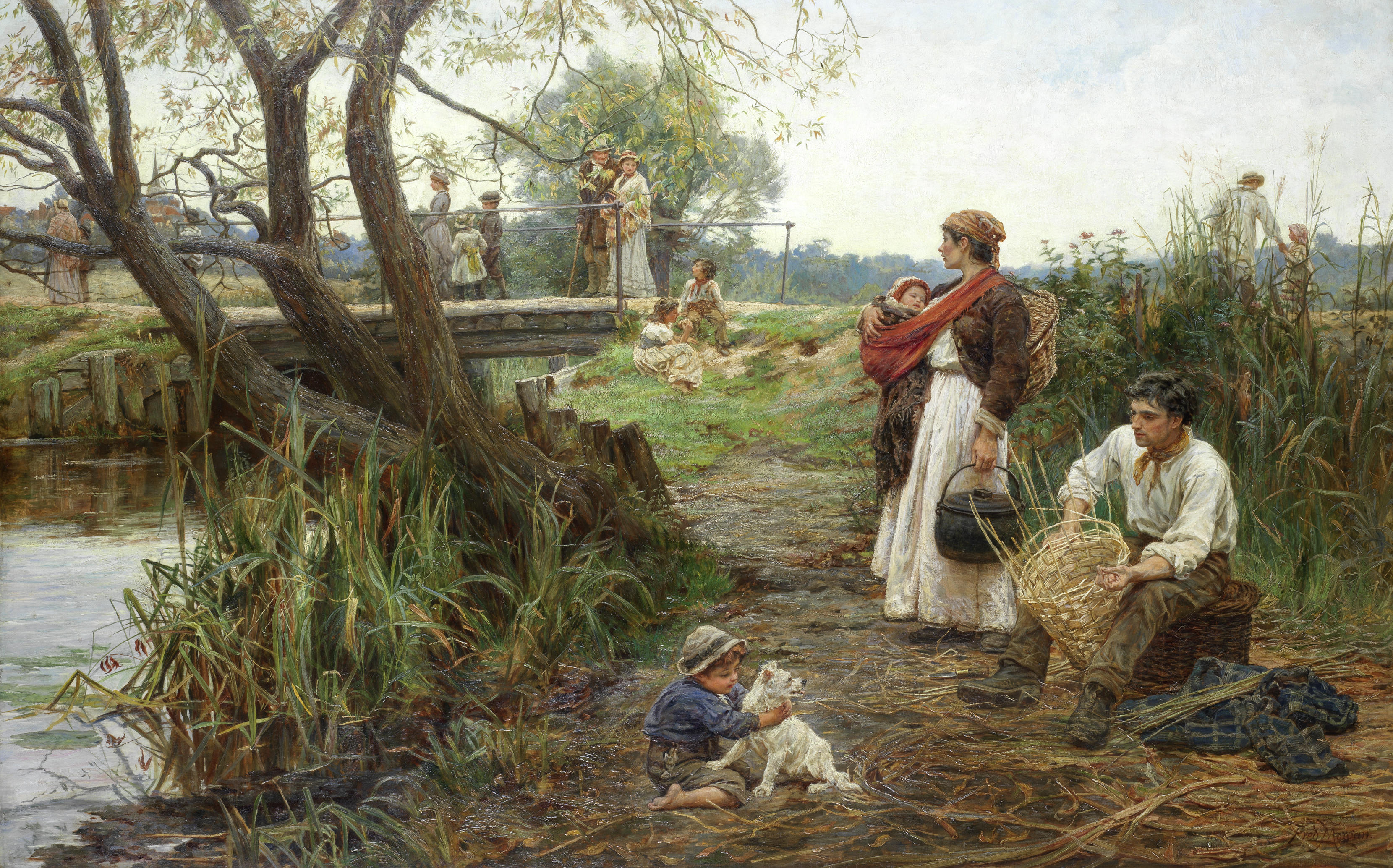
Несломленные
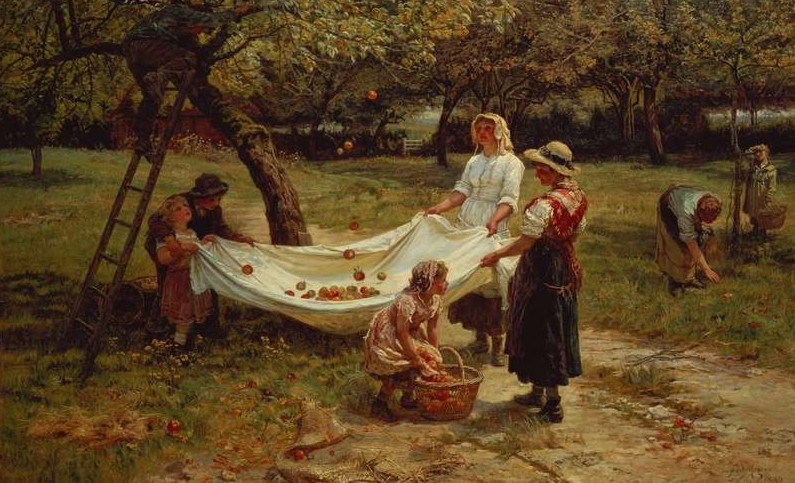
Сбор яблок (1880)
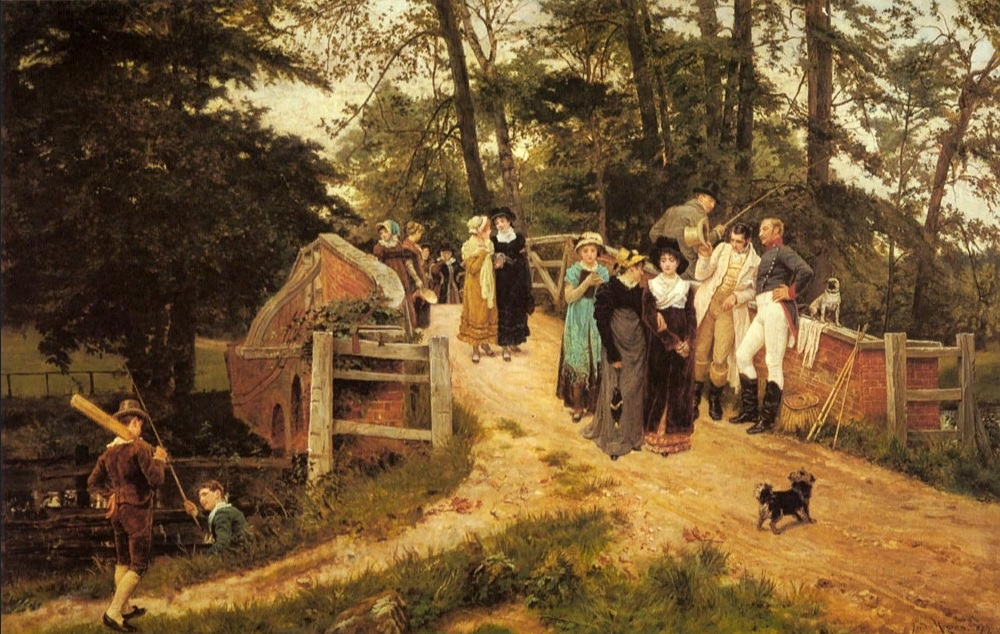
Школьные красавицы (1877)
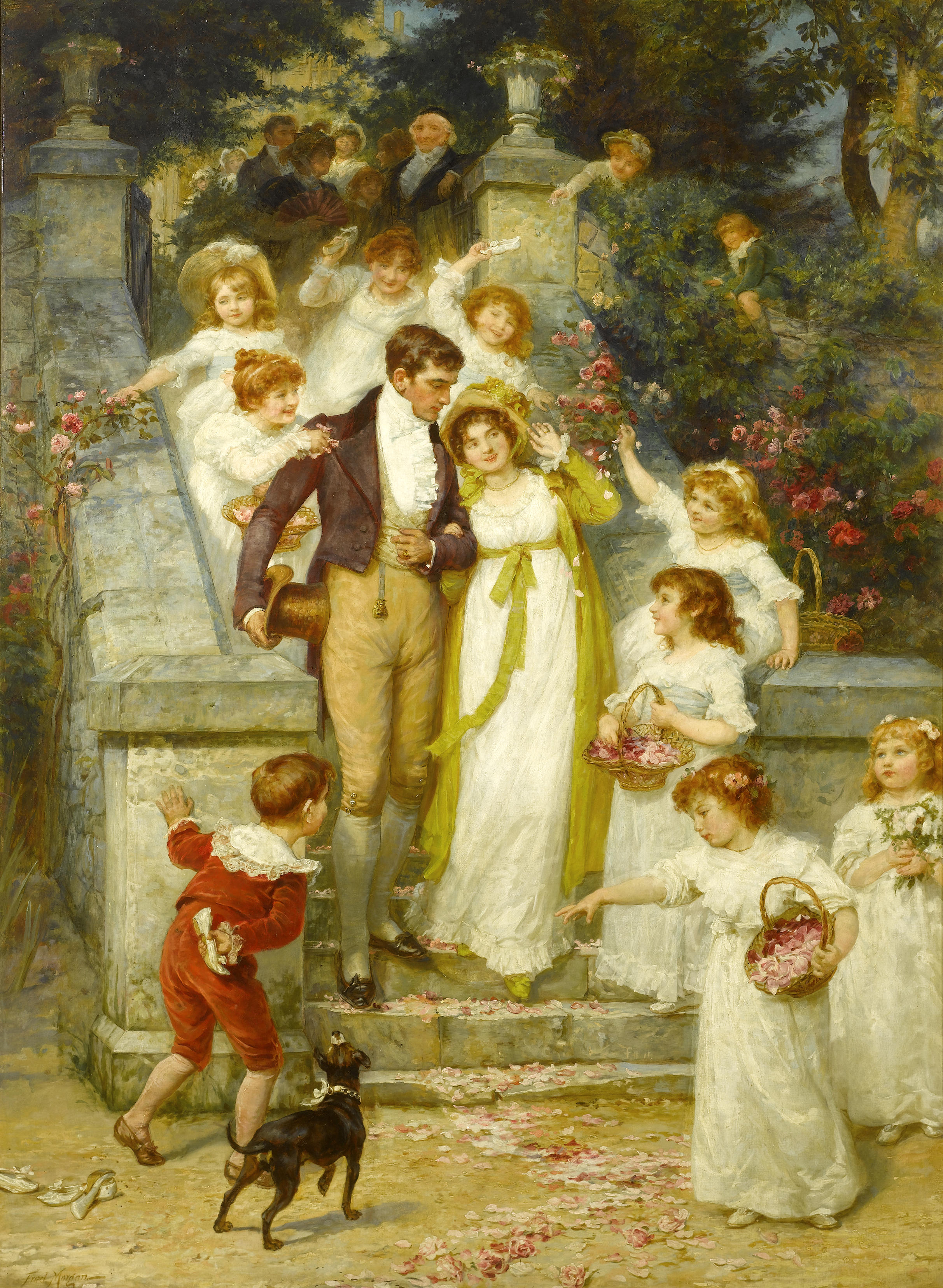
На медовый месяц
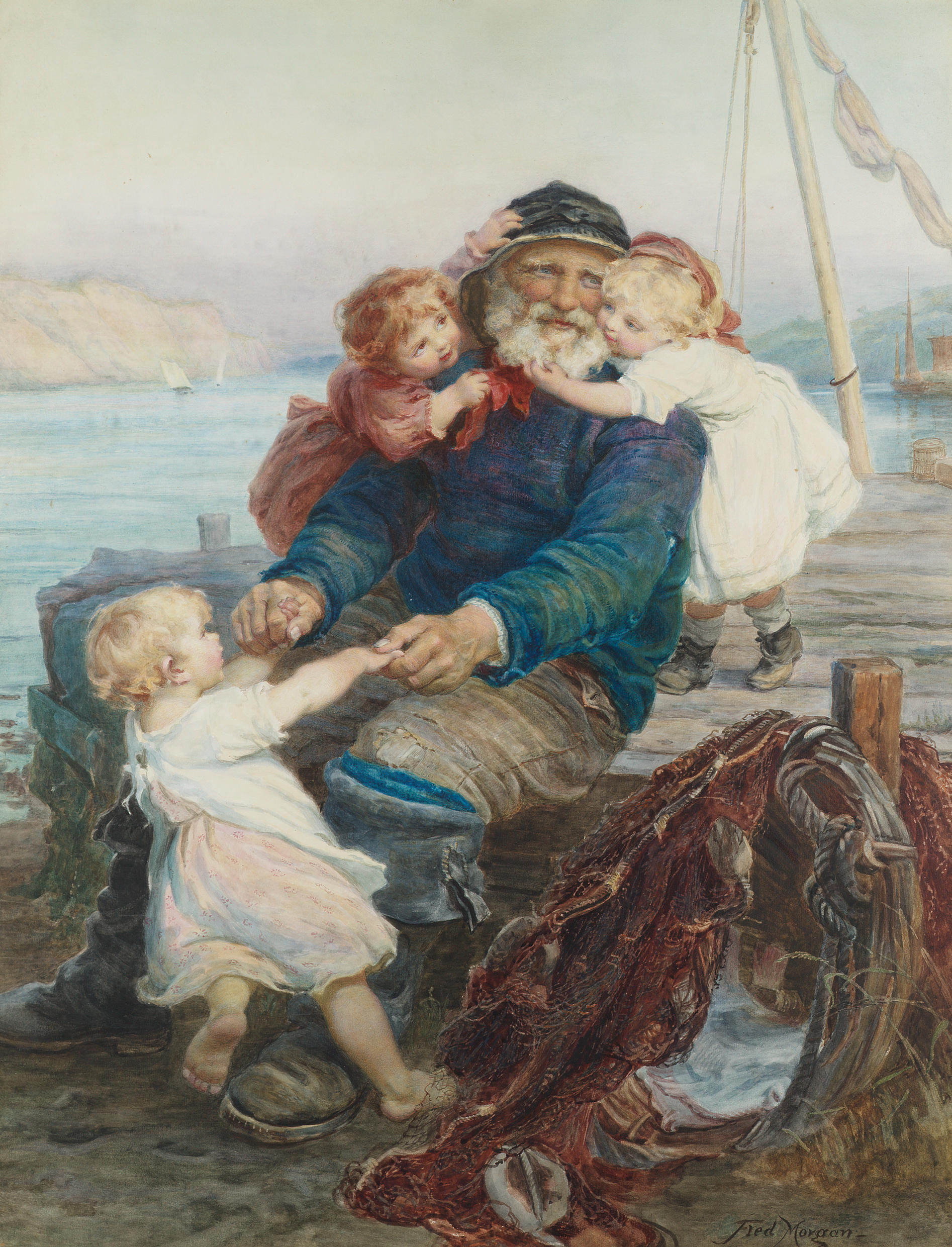
Кого ты больше любишь?
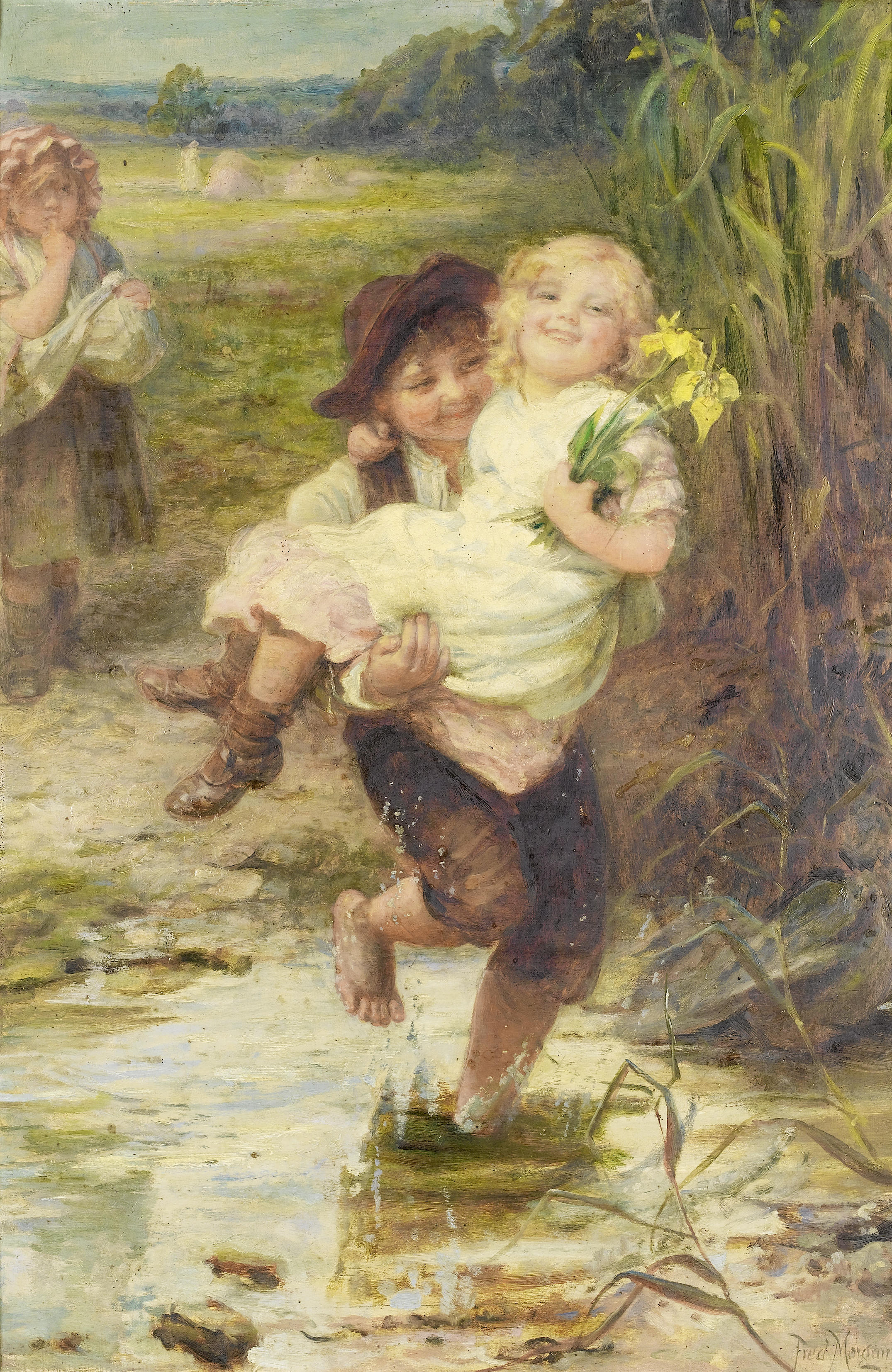
Молодой кавалер
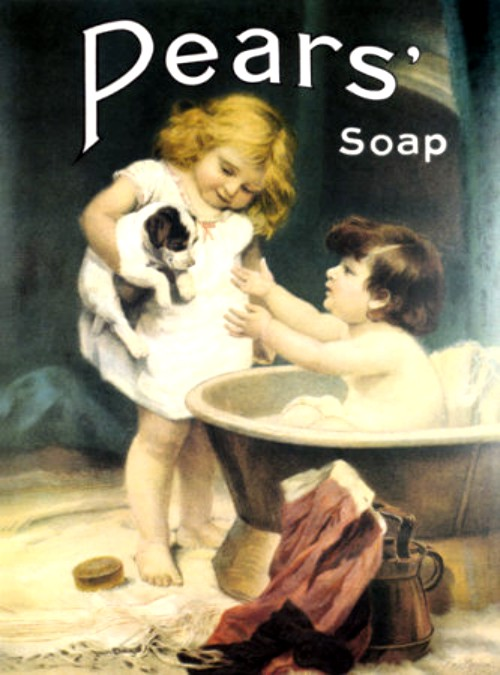
Он следующий (до 1915)